# Night Food
『Night Food』（ナイト・フード）は、EGO-WRAPPIN'による3枚目のフルアルバム。2002年7月5日発売。

## 解説
前作「色彩のブルース」のロングヒットとドラマタイアップからロングヒットを記録。ジャズやロック・ラテンなど、ジャンルを超えた作品となっている。

## 収録曲
（全作詞：中納良恵／作曲：中納良恵、森雅樹）
1. BIG NOISE FROM WINNETKA～黒アリのマーチングバンド（4:38）
  - 作曲：R. BAUDUC、B. CROSBY、R. HAGGART、G. RODIN
2. くちばしにチェリー（4:21）
  - 読売テレビ・日本テレビ系ドラマ『私立探偵 濱マイク』主題歌。PV監督は番場秀一。
3. あしながのサルヴァドール （6:32）
  - PV監督は甲斐田祐輔。
4. 5月のクローバー（5:04）
5. チェルシーはうわの空（5:11）
6. PAPPAYA（5:42）
7. 老いぼれ犬のセレナーデ（7:22）
8. WHOLE WORLD HAPPY（5:00）
9. SORA NO LION（4:38）

## 参加ミュージシャン
- オーサカ=モノレール
- MAMA! MILK
- LITTLE CREATURES
- ACOUSTIC DUB MESSENGERS